# Мендруль Владислав Володимирович
Владислав Володимирович Мендруль (1994—2022) — старший лейтенант Збройних Сил України, учасник російсько-української війни, який загинув під час російського вторгнення в Україну.

## Життєпис
Народився 12 травня 1994 року в місті Олександрія Кіровоградської області. Згодом родина переїхала в місто Багачеве на Черкащині. Тут закінчив школу та професійно-технічне училище. Після строкової служби в Збройних силах України вступив до Національної академії сухопутних військ імені Петра Сагайдачного. У квітні 2015 року був призваний на військову службу та брав активну участь у бойових діях по захисту країни від агресора. 
Під час російського вторгнення в Україну в 2022 році був командиром взводу батареї артилерійського дивізіону окремої артилерійської бригади. Загинув 19 липня 2022 року внаслідок артилерійського обстрілу під час виконання бойового завдання на Миколаївщині. 
Похований із почестями 25 липня 2022 року в м. Ватутіне (нині Багачеве) на Черкащині.
Посмертно нагороджений орденом Богдана Хмельницького ІІІ ступеня. 

## Нагороди
- Орден Богдана Хмельницького ІII ступеня (9.01.2023, посмертно) — за особисту мужність і самовіддані дії, виявлені у захисті державного суверенітету та територіальної цілісності України, вірність військовій присязі.[3]